# Colli dell'Etruria Centrale
Il Colli dell'Etruria Centrale è un vino a Denominazione di Origine Controllata prodotto nella Toscana centrale in una zona esattamente coincidente con quella del Chianti, tutte le sottozone incluse.

## Zona di produzione
La zona di produzione comprende tutti o parte dei comuni nelle province di Arezzo, Firenze, Pisa, Pistoia, Prato e Siena, ricalcando fedelmente la geografia della zona vinicola Chianti, tutte le sottozona incluse.

## Storia
La DOC Colli dell'Etruria Centrale è stata voluta nel 1990 con la volontà di creare una sorta di fratello minore del Chianti; un vino con un disciplinare più elastico in modo da permettere maggiori possibilità creative per i vignaioli ma al tempo stesso tutelare il consumatore con i controlli della DOC. A quasi quindici anni dalla sua costituzione, nel 2004 la produzione totale ammontava a circa 7'000 hl contro una produzione di Chianti nello stesso anno di più di 1'000'000 di Hl. All'origine dell'insuccesso il fatto che molti produttori hanno preferito produrre un IGT (Toscana IGT) anziché una DOC (Colli dell'Etruria Centrale) a causa del più facile marketing internazionale di un vino della Toscana che di un vino dell'Etruria.

## Disciplinare
La Denominazione di Origine Controllata (DOC) Colli dell'Etruria Centrale prevede le tipologie Rosso, Rosato, Bianco, Novello, Vin Santo e Vin Santo Occhio di Pernice.

### Rosso

#### Uve
I vini Colli dell'Etruria Centrale rosso possono essere ottenuti solo da uve coltivate nella zona di produzione prevista dal disciplinare, utilizzando i seguenti vitigni:
- Sangiovese: minimo 50.0%
- Cabernet Sauvignon, Cabernet Franc, Merlot, Pinot Nero, Canaiolo Nero: da soli o congiuntamente fino al 50%
- Uve raccomandate e/o autorizzate nella zona di produzione da sole o congiuntamente nella misura massima del 25%

#### Caratteristiche all'atto dell'immissione al consumo
- colore: rosso rubino, brillante, vivace anche di media intensità
- odore: dal vinoso al fruttato, fragrante, fresco, delicato
- sapore: vivace, armonico
- titolo alcolometrico volumico totale minimo: 10,50%
- Acidità totale minima: 5 g/l (espr. in ac. tartarico)
- Estratto secco netto minimo: 20 g/l

#### Governo all'uso toscano
Nella vinificazione della tipologia rosso è ammessa la tradizionale pratica enologica del governo all'uso Toscano, che consiste in una lenta rifermentazione del vino appena svinato con uve dei vitigni autorizzati leggermente appassite, purché detta pratica avvenga prima del 31 dicembre dell'anno di vendemmia.

### Rosato

#### Uve
I vini Colli dell'Etruria Centrale rossato possono essere ottenuti solo da uve coltivate nella zona di produzione prevista dal disciplinare, utilizzando i seguenti vitigni:
- Sangiovese: minimo 50.0%
- Cabernet Sauvignon, Cabernet Franc, Merlot, Pinot Nero, Canaiolo Nero: da soli o congiuntamente fino al 50%
- Uve raccomandate e/o autorizzate nella zona di produzione da sole o congiuntamente nella misura massima del 25%

#### Caratteristiche all'atto dell'immissione al consumo
- colore: rosato più o meno intenso
- odore: fruttato, fragrante, fresco
- sapore: fresco, vivace, sapido
- Titolo alcolometrico volumico totale minimo: 10,50 %
- Acidità totale minima: 4,5 g/l (espr. in ac. tartarico)
- Estratto secco netto minimo: 16 g/l

### Bianco

#### Uve
I vini Colli dell'Etruria Centrale bianco possono essere ottenuti solo da uve coltivate nella zona di produzione prevista dal disciplinare, utilizzando i seguenti vitigni:
- Trebbiano Toscano: minimo 50.0%
- Chardonnay, Pinot Bianco, Pinot Grigio, Vernaccia di San Gimignano, Malvasia del Chianti, Sauvignon Blanc: da soli o congiuntamente fino al 50%
- Uve a bacca bianca raccomandate e/o autorizzate nella zona di produzione da sole o congiuntamente nella misura massima del 25%

#### Caratteristiche all'atto dell'immissione al consumo
- colore: paglierino anche con riflessi verdognoli
- odore: delicato e fruttato
- sapore: sapido, vivace, fresco, armonico
- Titolo alcolometrico volumico totale minimo: 10%
- Acidità totale minima: 4,5 g/l (espr. in ac. tartarico)
- Estratto secco netto minimo: 15 g/l

### Novello

#### Uve
I vini Colli dell'Etruria Centrale novello possono essere ottenuti solo da uve coltivate nella zona di produzione prevista dal disciplinare, utilizzando i seguenti vitigni:
- Sangiovese: minimo 50.0%
- Merlot, Gamay, Ciliegiolo: da soli o congiuntamente fino al 50%
- Uve a bacca rossa raccomandate e/o autorizzate nella zona di produzione da sole o congiuntamente nella misura massima del 25%

#### Macerazione carbonica
Per quanto riguarda il tipo di macerazione per la tipologia novello il Disciplinare di Produzione non specifica niente rimandando quindi alla legislazione generale italiana per questi tipi di vini che prevede che almeno il 30% delle uve abbiano subito la macerazione carbonica.

#### Caratteristiche all'atto dell'immissione al consumo
- colore: rosso cerasuolo talvolta tendente al violaceo, vivace
- odore: fruttato, fresco
- sapore: vivace, fresco, brioso, armonico
- Titolo alcolometrico volumico totale minimo: 10,50%
- Acidità totale minima: 5 g/l (espr. in ac. tartarico)
- Estratto secco netto minimo: 18 g/l

### Vin Santo
Può essere elaborato nelle tipologie:
- Secco
- Abboccato
- Amabile
- Dolce

#### Uve
I vini Colli dell'Etruria Centrale Vin Santo possono essere ottenuti solo da uve coltivate nella zona di produzione prevista dal disciplinare, utilizzando i seguenti vitigni:
- Trebbiano Toscano, Malvasia del Chianti: da soli o congiuntamente minimo 70.0%
- Uve a bacca bianca raccomandate e/o autorizzate nella zona di produzione da sole o congiuntamente nella misura massima del 30%

#### Caratteristiche all'atto dell'immissione al consumo
- colore: dal paglierino dorato all'ambrato intenso
- odore: etereo, intenso, caratteristico
- sapore: armonico, vellutato, con più pronunciata rotondità per il tipo amabile.
- Titolo alcolometrico volumico totale minimo: 15,0% di cui:

per il tipo secco almeno il 14% svolto e un massimo del 2% da svolgere
per il tipo amabile almeno il 13% svolto e un minimo del 3% da svolgere
- Acidità totale minima: 4,5 g/l (espr. in ac. tartarico)
- Estratto secco netto minimo: 21 g/l
- Acidità volatile massima: 1,6 g/l (espr. in ac. acetico)

#### Appassimento
L'uva dopo aver subito un'accurata cernita, deve essere sottoposta ad appassimento
naturale, e può essere ammostata non prima del 1º dicembre dell'anno di raccolta e non oltre
il 31 marzo dell'anno successivo. L'appassimento delle uve deve avvenire in locali idonei per raggiungere un contenuto
zuccherino non inferiore al 26%; è ammessa una parziale disidratazione delle
uve con aria ventilata.

#### Vinificazione e invecchiamento
La vinificazione e l'invecchiamento devono avvenire in
recipienti di legno (caratelli) di capacità non superiore ai 5 ettolitri. Dopo il periodo di
invecchiamento obbligatorio, può essere contenuto in altri recipienti.
L'immissione al consumo non può avvenire prima del 1º novembre del terzo anno successivo a
quello di produzione delle uve; per la specificazione aggiuntiva riserva l'immissione al consumo non può avvenire prima del 1º novembre del quarto anno successivo a quello di
produzione delle uve.

#### Riserva
Le tipologie Vin Santo e Vin Santo Occhio di Pernice sono le uniche all'interno della DOC che possono fregiarsi della menzione riserva se invecchiate per almeno 48 mesi.

### Vin Santo Occhio di Pernice
Può essere elaborato nelle tipologie:
- Secco
- Abboccato
- Amabile
- Dolce

#### Uve
I vini Colli dell'Etruria Centrale Vin Santo Occhio di Pernice possono essere ottenuti solo da uve coltivate nella zona di produzione prevista dal disciplinare, utilizzando i seguenti vitigni:
- Sangiovese: minimo 70.0%
- Uve a bacca rossa raccomandate e/o autorizzate nella zona di produzione da sole o congiuntamente nella misura massima del 30%

#### Caratteristiche all'atto dell'immissione al consumo
- colore: da rosa intenso a rosa pallido
- odore: caldo, intenso
- sapore: dolce, morbido, vellutato, rotondo
- Titolo alcolometrico volumico totale minimo: 16,5% di cui almeno il 14% svolto
- Acidità totale minima: 4 g/l (espr. in ac. tartarico)
- Estratto secco netto minimo: 26 g/l
- Acidità volatile massima: 1,6 g/l (espr. in ac. acetico)

#### Appassimento
L'uva dopo aver subito un'accurata cernita, deve essere sottoposta ad appassimento
naturale, e può essere ammostata non prima del 1º dicembre dell'anno di raccolta e non oltre
il 31 marzo dell'anno successivo. L'appassimento delle uve deve avvenire in locali idonei per raggiungere un contenuto
zuccherino non inferiore al 26%; è ammessa una parziale disidratazione delle
uve con aria ventilata.

#### Vinificazione e invecchiamento
La vinificazione e l'invecchiamento devono avvenire in
recipienti di legno (caratelli) di capacità non superiore ai 5 ettolitri. Dopo il periodo di
invecchiamento obbligatorio, può essere contenuto in altri recipienti.
L'immissione al consumo non può avvenire prima del 1º novembre del terzo anno successivo a
quello di produzione delle uve; per la specificazione aggiuntiva riserva l'immissione al consumo non può avvenire prima del 1º novembre del quarto anno successivo a quello di
produzione delle uve.

#### Riserva
Le tipologie Vin Santo e Vin Santo Occhio di Pernice sono le uniche all'interno della DOC che possono fregiarsi della menzione riserva se invecchiate per almeno 48 mesi.

### Bottiglie
Per i vini Colli dell'Etruria Centrale novello, Vin Santo e Vin Santo Occhio di Pernice è consentita l'immissione al consumo soltanto in recipienti di vetro di capacità non superiore a 0,75 l. con tappo in sughero.

## Il Consorzio
Incaricato dei controlli della DOC Colli dell'Etruria Centrale è il Consorzio Vino Chianti con sede a Firenze.
Il Consorzio è incaricato dei controlli sui vigneti iscritti, dei controlli di produzione sulle uve, della rispondenza analitica ed organolettica sulla produzione dei vini. Partecipa inoltre ai controlli in fase di imbottigliamento e autorizza l'imbottigliamento solo ai vini che hanno superato l'esame di idoneità. Ogni anno vengono inoltre prelevate dal Consorzio numerose bottiglie dal mercato, sia italiano che estero, in modo da controllare anche quanto effettivamente immesso al consumo.

## Produzione
| Dati produttivi - Tutte le tipologie | Dati produttivi - Tutte le tipologie | Dati produttivi - Tutte le tipologie | Dati produttivi - Tutte le tipologie | Dati produttivi - Tutte le tipologie |
|                                      | 2001                                 | 2002                                 | 2003                                 | 2004                                 |
| ------------------------------------ | ------------------------------------ | ------------------------------------ | ------------------------------------ | ------------------------------------ |
| Superficie di riferimento in ha      | 142,81                               | 114,42                               | 186,06                               | 168,70                               |
| Produzione uva in q                  | 6'745,87                             | 5'697,19                             | 7'048,75                             | 11'638,30                            |
| Produzione vino in hl                | 4'804,46                             | 3'724,00                             | 4'624,56                             | 7'170,48                             |